# Ołyka

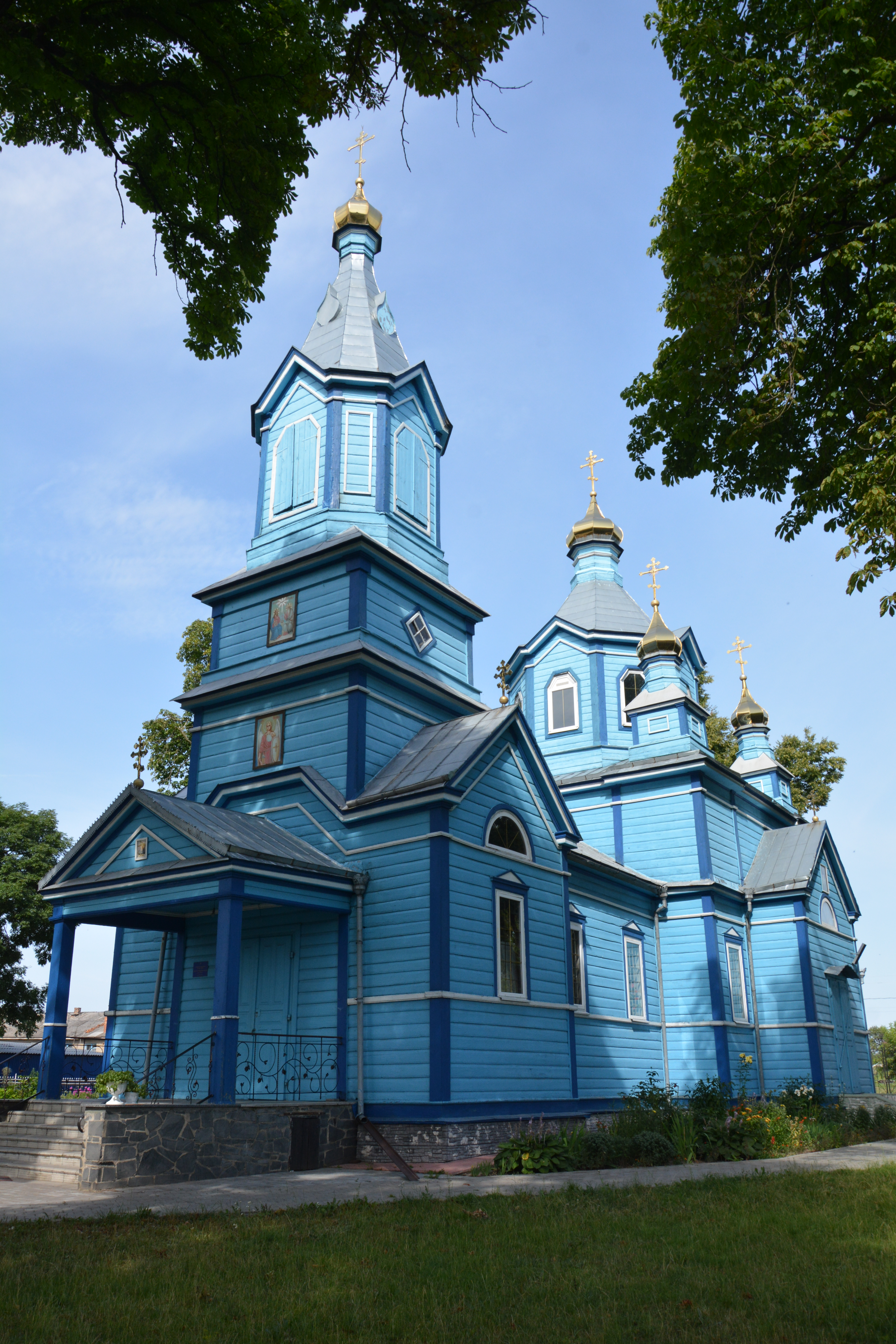
Cerkiew św. Trójcy

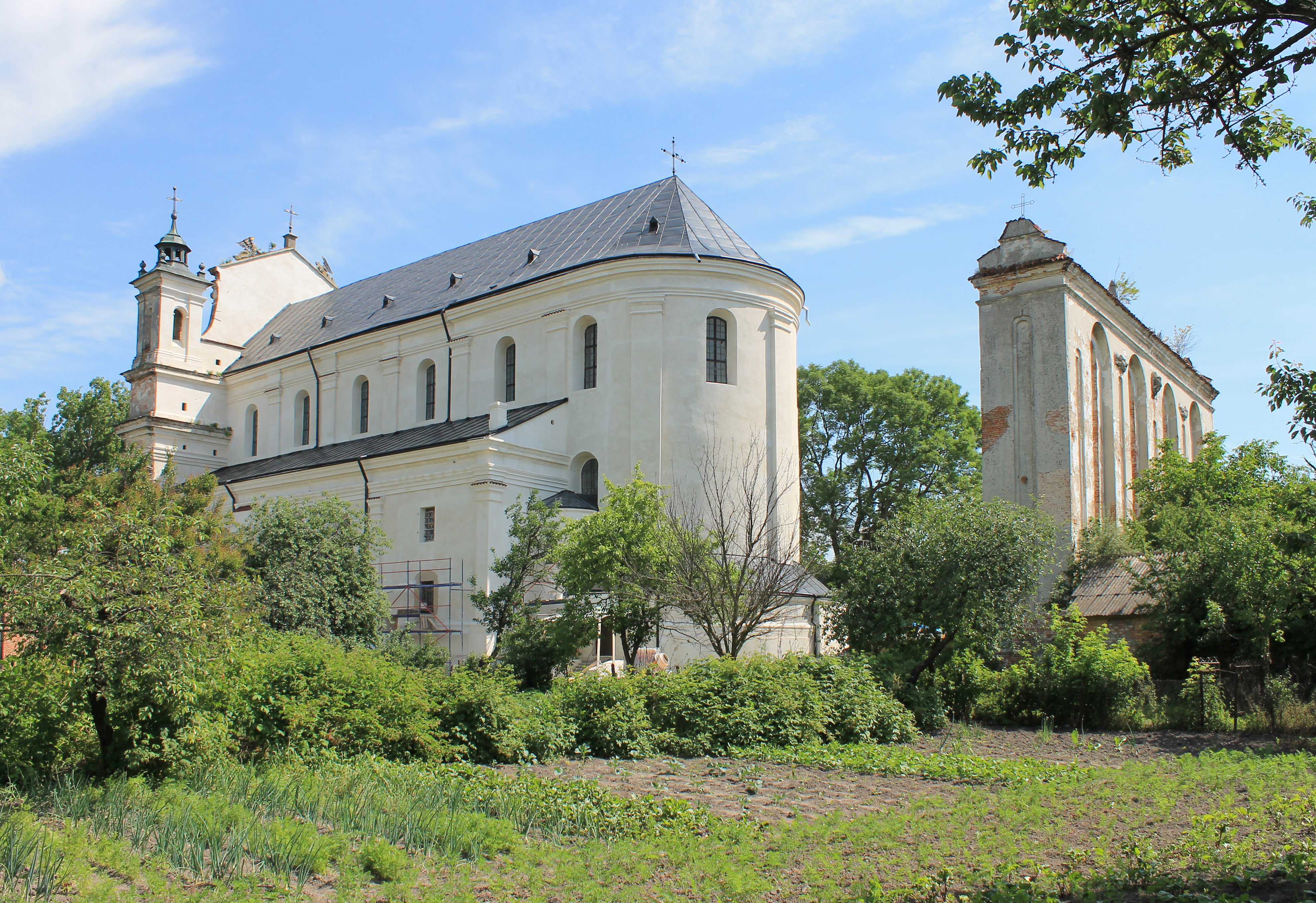
Kolegiata w Ołyce

Ołyka (ukr. Олика) – miasto na Ukrainie, w obwodzie wołyńskim, w rejonie łuckim, siedziba hromady. W 2022 roku liczyło ok. 3 tys. mieszkańców.
Do 2020 w rejonie kiwereckim. 

## Historia
Wzmiankowana była już w 1149. Niegdyś ruska osada, dawna stolica księstwa. Prawa miejskie otrzymała w 1654. Leży nad Putyłówką (dopływ Horynia), na wschód od Łucka.
Dawna rezydencja magnaterii polskiej. Należała do Kiszków, a od 1533 do Radziwiłłów. Od 1589 do 1939 stanowiła stolicę ordynacji Radziwiłłów.
Prywatne miasto szlacheckie położone było w XVI wieku w województwie wołyńskim. W połowie XVI wieku zaczęli się tu osiedlać Żydzi.
Ołykę spalili Kozacy w 1648, a po raz drugi pod dowództwem Iwana Bohuna w maju 1651, jednak właściciele niezwłocznie ją odbudowali, uzyskując w 1654 prawa miejskie. W XIX w. bogaciła się na handlu zbożem i drewnem.
Podczas I wojny światowej pod Ołyką wojska rosyjskie i austriackie stoczyły zaciekłą bitwę.

Rankiem 17 maja 1919 Ołyka została zajęta przez polskich ułanów pod dowództwem podpułkownika Sochaczewskiego. W 1920 miejsce walk Wojska Polskiego z bolszewikami.
W II Rzeczypospolitej Ołyka była siedzibą gminy wiejskiej. W latach 30. XX w. burmistrzem Ołyki był Zygmunt Czerwiński. W drugim tygodniu września 1939 w Zamku Radziwiłłów w Ołyce zatrzymał się ewakuujący się z Warszawy prezydent RP Ignacy Mościcki.
We wrześniu 1939 Ołykę zajęła Armia Czerwona. Od 27 czerwca 1941 okupowana przez III Rzeszę. 3 lipca 1941 miejscowi Ukraińcy dokonali pogromu Żydów zabijając 11 osób. 13 marca 1942 w Ołyce Niemcy założyli getto dla ludności żydowskiej. W końcu lipca 1942 około 4,5 tys. Żydów – mieszkańców getta rozstrzelano w pobliżu wsi Czemeryn siłami niemieckiej i ukraińskiej policji.
W 1943 Ołyka stanowiła schronienie dla polskich uchodźców z rzezi wołyńskiej. W Zamku Radziwiłłów razem z Niemcami bronili się przed atakami UPA. Mimo to z rąk ukraińskich nacjonalistów w Ołyce zginęło 87 Polaków. 3 stycznia 1944 załoga niemiecka wyjechała z Ołyki wycofując się przed nadciągającymi wojskami sowieckimi. 10 dni później ludność polską w liczbie około 300 osób ewakuowano do ośrodka samoobrony w Przebrażu.
W połowie 1944 w mieście przechodzili szkolenie żołnierze 5 batalionu saperów z 4 Pomorskiej Dywizji Piechoty.
W Ołyce zachowały się zabytki dawnej świetności miasta – obecnie wszystkie niemal w ruinie. Zgrupowane są wokół zadrzewionego placu, będącego niegdyś rynkiem miasta.
8 lipca 2018 Prezydent Andrzej Duda uczestniczył w uroczystościach na cmentarzu w Ołyce w ramach obchodów 75. rocznicy rzezi wołyńskiej.
23 kwietnia 2025 roku Ołyka otrzymała status miasta.

## Zabytki
- zamek Radziwiłłów, z XVI, XVII w.; w 1945 władze radzieckie umieściły w nim szpital psychiatryczny, co spowodowało rozległe zniszczenia zabytku;
- kolegiata Świętej Trójcy, z XVII w.; ufundowana przez Albrychta Stanisława Radziwiłła, który został w niej pochowany. Kolegiata w stylu barokowym z rzeźbami apostołów i świętych dłuta wrocławskiego rzeźbiarza Melchiora Erlenberga. Świątynia uznawana była za najpiękniejszy polski kościół Wołynia. Po zamknięciu kolegiaty przez władze radzieckie zabytek stopniowo zaczął popadać w ruinę. Świątynia zamieniona została na stajnię dla miejscowego kołchozu. W 1991 ukraińskie władze przekazały kościół wspólnocie wiernych. Wówczas podjęto pierwsze prace zabezpieczające, powstrzymujące postępującą degradację. Od 2013 polska Fundacja Dziedzictwa Kulturowego prowadzi szerokie prace restauratorsko-konserwatorskie finansowane ze środków przyznanych przez Kancelarię Senatu Rzeczypospolitej Polskiej oraz Ministerstwo Kultury i Dziedzictwa Narodowego, a także z datków prywatnych darczyńców, zmierzające do przywrócenia zabytkowi dawnej świetności[14].
- kościół pw. św. św. Piotra i Pawła, z XVI w.,  dawniej kalwiński, obecnie parafialny rzymskokatolicki w dekanacie Łuck diecezji łuckiej;
- brama miejska, z XVII w.
- Wielka Synagoga, nieistniejąca drewniana bożnica[15]

## Ludzie związani z Ołyką
- Zygmunt Chmielnicki (1891-1944) – polski ksiądz rzymskokatolicki, wikariusz generalny diecezji łuckiej, prałat-scholastyk Kolegiaty Świętej Trójcy w Ołyce,
- Zygmunt Czerwiński (1885-1940) –  ziemianin, urzędnik, burmistrz Ołyki, działacz społeczny, szambelan papieski, ofiara zbrodni katyńskiej
- Jakub Ignacy Dederko – polski ksiądz katolicki, biskup miński
- Albrycht Stanisław Radziwiłł – kanclerz wielki litewski od 1623, podkanclerzy litewski od 1619
- Michał Kazimierz Radziwiłł Rybeńko – książę, hetman polny litewski, marszałek nadworny litewski
- Janusz Franciszek Radziwiłł – książę, senator II RP, polski polityk konserwatywny, XIII ordynat na Ołyce